# シルヴァニア (小惑星)
シルヴァニア (519 Sylvania) は、小惑星帯に位置する小惑星である。
レイモンド・スミス・ドゥーガンがハイデルベルクで発見した小惑星で、発見者が幼い頃に親しんだ森にちなんで名づけられた。